# 364 Isara
364 Isara (mednarodno ime je 363 Isara) je asteroid tipa S v asteroidnem pasu. 

## Odkritje
Asteroid je odkril francoski astronom Auguste Charlois ( 1864 – 1910) 19. marca 1893 v Nici. Imenuje se po reki  Isère v Franciji.

## Lastnosti
Asteroid Isara obkroži Sonce v 3,3 letih. Njegova tirnica ima izsrednost 0,150, nagnjena pa je za 6,006° proti ekliptiki. Njegov premer je okoli 28 km .